# Cable de usuario
Se le llama cable de usuario (user cord) al cable de red (UTP, FO, etcétera) que se utiliza para conectar la roseta de comunicaciones de la red telefónica o informática con la estación (terminal) de usuario (teléfono, computadora). 
Llega hasta los 5 metros de longitud. También se le conoce como chicote o latiguillo.

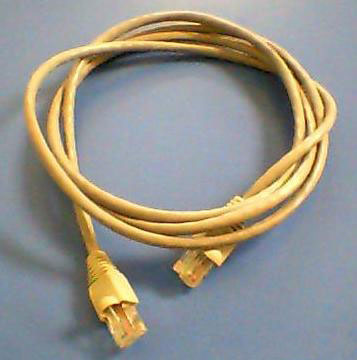
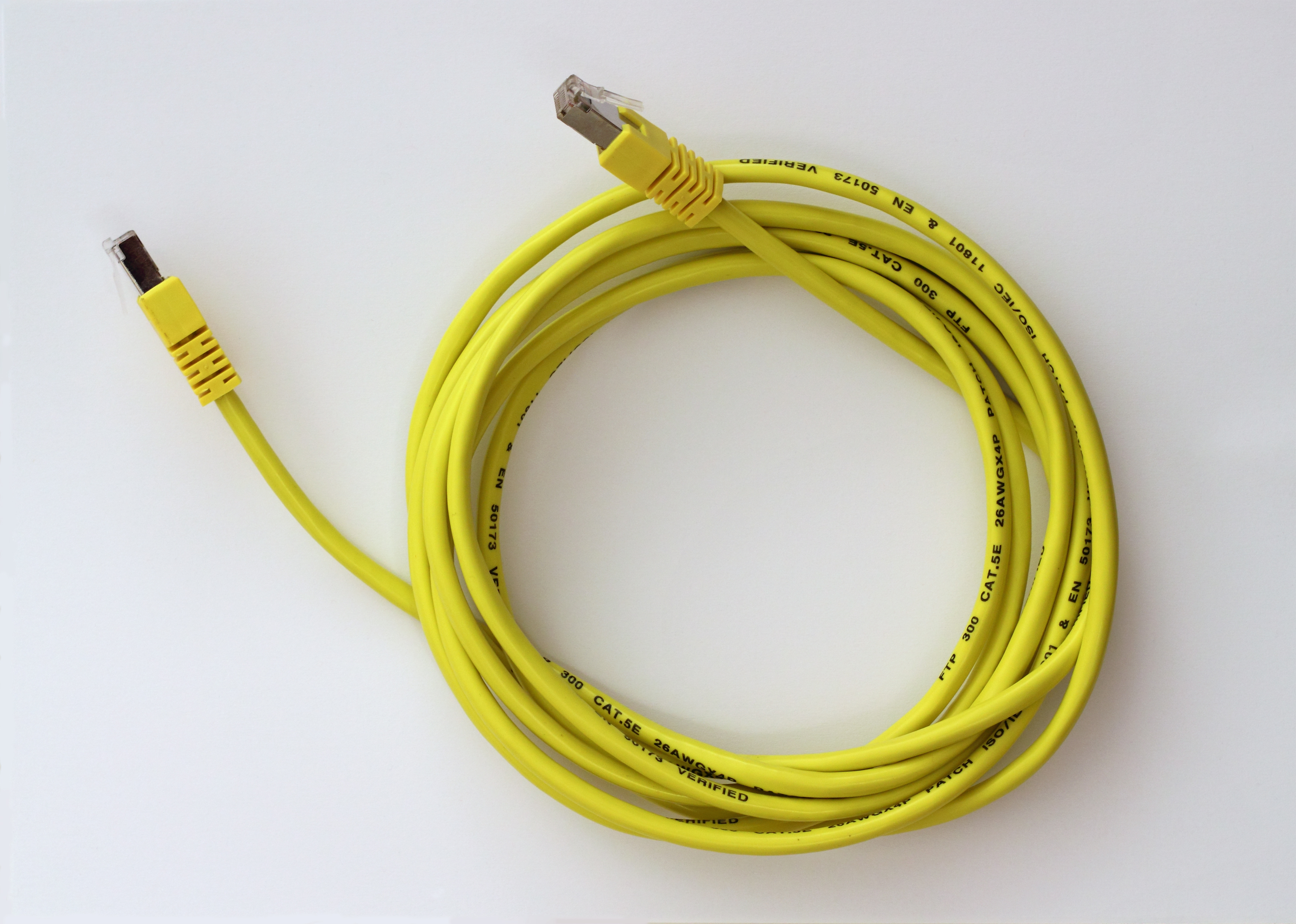
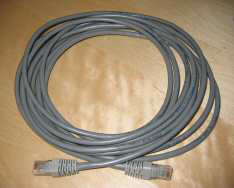
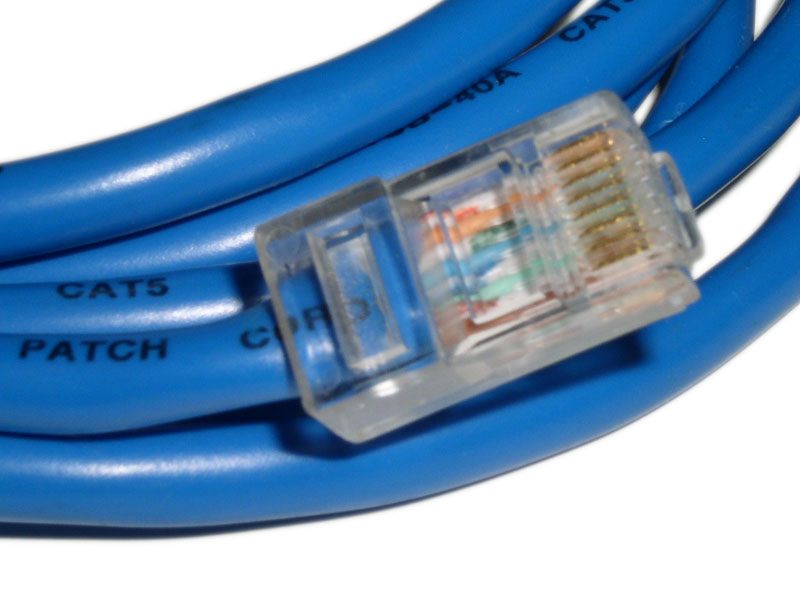
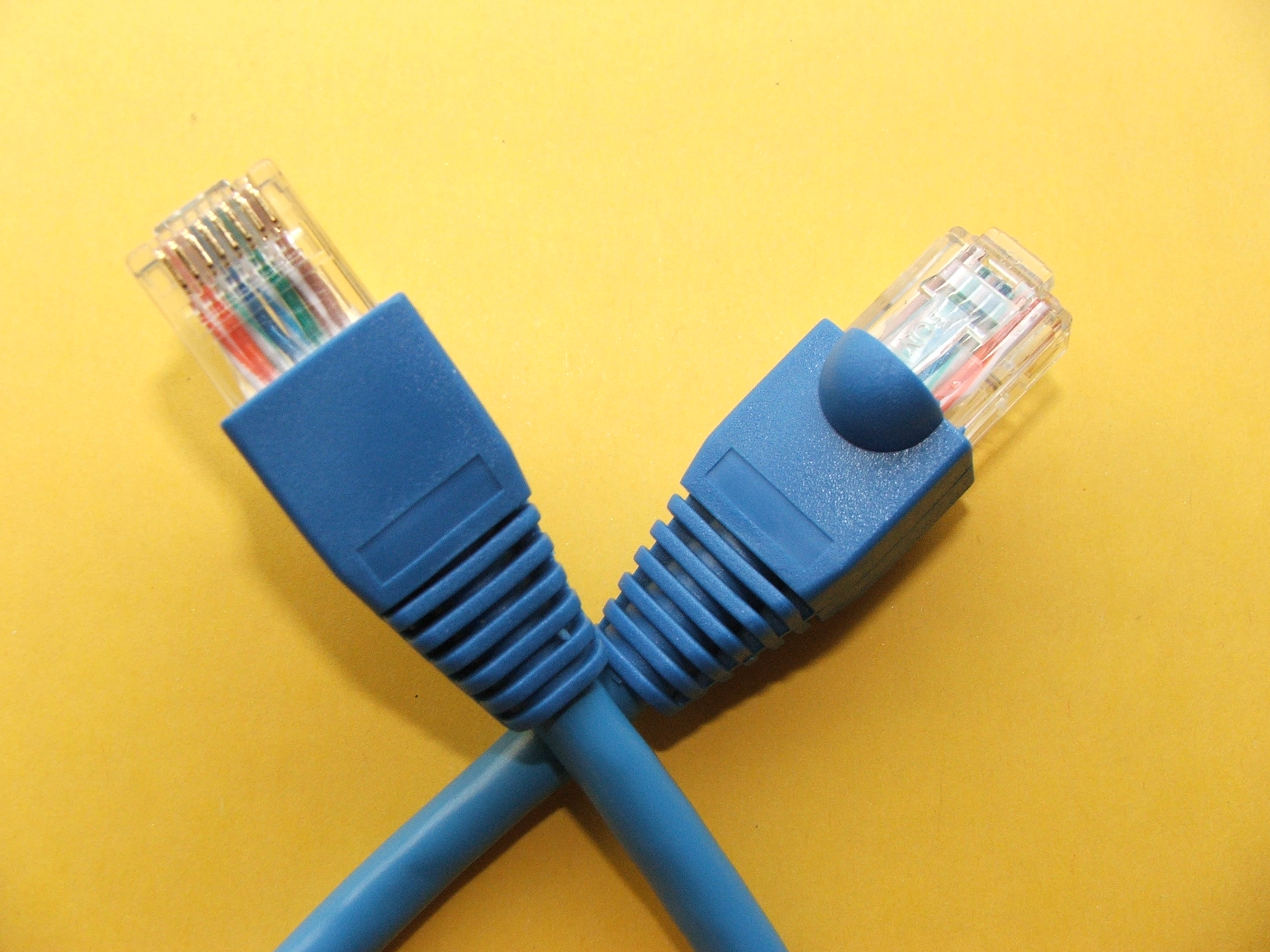